# 2015년 캐나다 연방 선거
2015년 캐나다 연방 선거(2015 Canadian federal election, 제42대 캐나다 연방 선거)는 제42대 캐나다 의회의 서민원 국회의원들을 선출하기 위해 2015년 10월 19일 월요일에 치러진 선거이다. 선거시행령은 8월 4일 데이비드 존스턴 총독이 공포했다. 선거 개시와 함께 시작된 선거운동은 캐나다 역사상 가장 긴 선거운동 중 하나로 기록되었다. 이번 선거는 1979년 이후 현직 총리가 처음으로 4선 연임에 도전하는 선거이기도 했으며, 전현직 상관없이 총리가 네번째 임기를 노리는 것으로는 1980년 총선 이후 처음이었다.
쥐스탱 트뤼도가 이끄는 자유당은 184석의 대성공을 거두면서, 트뤼도의 총리 취임과 더불어 다수당 정부를 수립할 수 있게 되었다. 트뤼도 내각은 2015년 11월 4일에 공식 출범했다. 스티븐 하퍼 현 총리가 이끈 보수당은 99석에 그치면서, 9년간의 집권기를 끝내고 공식 야당이 되었다. 지난 총선부터 공식 야당 자리를 유지해오던 토마스 뮐케어 대표의 신민주당은 44석만 건지면서 원내 제3당 처지로 전락했다. 퀘벡 블록은 10석, 녹색당은 1석을 얻었으며 민주주의의 힘은 아무런 의석도 얻지 못했다.

## 선거결과
| 184    | 99     | 44       | 10       | 1      |
| 자유당 | 보수당 | 신민주당 | 퀘백블록 | 녹색당 |

## 같이 보기
- 캐나다의 정당